# A Farewell to Kings
A Farewell to Kings (en español: Un Adiós a los reyes) es el nombre del quinto álbum grabado en estudio por la banda de rock canadiense Rush y fue lanzado al mercado estadounidense en septiembre de 1977. El LP no fue editado en ningún país de Hispanoamérica, salvo en la Argentina. Sin embargo, el sencillo Closer to the Heart fue una de las canciones de rock más radiadas en la época por las principales emisoras hispanoamericanas, al punto que es una de las canciones más conocidas y emblemáticas de la banda.
Geddy Lee escribió sus líneas de bajo originalmente con su bajo acústico

## Inspiración
Luego del tremendo éxito del álbum "2112", la banda se sumerge en una intensa gira que los lleva al otro lado del Atlántico. Buscando inspiración para grabar un nuevo álbum conceptual enmarcado en una historia épica, se trasladaron a Gales, Reino Unido, donde finalmente se realizaron las grabaciones, mientras que la mezcla del sonido se realizó en los Estudios Advision de Londres. El nombre del álbum -en español "Adiós a los Reyes"- está claramente inspirado en la novela de Ernest Hemingway A Farewell to Arms (Neil Peart era un devoto lector de Hemingway) y la canción homónima contiene críticas veladas al feudalismo y la monarquía, de allí el nombre. El concepto de los señalamientos planteados en dicha canción se cierra en Closer to the Heart, una canción llena de optimismo y esperanza, sobre un mundo nuevo que está naciendo.
La influencia de otros clásicos de la literatura en la lírica de Neil Peart puede también notarse en canciones como Xanadu, inspirada en el poema Kubla Khan, escrito por Samuel Taylor Coleridge y en Cygnus X-1, cuya trama versa sobre el drama existencial de un viajero espacial que termina cayendo en un agujero negro, con referencias a Don Quijote -su nave se llama "Rocinante"-, entre otras. Esta canción, inspirada por el objeto estelar Cygnus X-1, que se cree es un agujero negro, fue compuesta y arreglada íntegramente en las sesiones de estudio, sin ideas previas y, como concepto, encuentra su continuación y conclusión en el siguiente álbum, "Hemispheres".
Como anécdota curiosa, el estudio donde se realizó la grabación del álbum tiene una sala donde se puede grabar sonidos con eco (se puede escuchar en la canción Madrigal) y otra donde se puede grabar al aire libre (las tomas donde se oye el canto de los pájaros al principio de las piezas A Farewell to Kings y Xanadu).

## Temas
Lado A:
- "A Farewell to Kings" (5:53)
- "Xanadu" (11:07)

Lado B:
- "Closer to the Heart" (2:54)
- "Cinderella Man" (4:22)
- "Madrigal" (2:36)
- "Cygnus X-1" (10:21)

## Músicos
- Geddy Lee: voz, bajo, guitarra acústica, sintetizador de pedales bajos y Minimoog
- Alex Lifeson: guitarras eléctrica y acústica de seis y doce cuerdas, guitarra clásica y sintetizador de Pedales Bajos
- Neil Peart: batería, percusión, campanas tubulares, temple blocks, cencerros, marimba, triángulo, vibraslap